# Domkapitel Schleswig

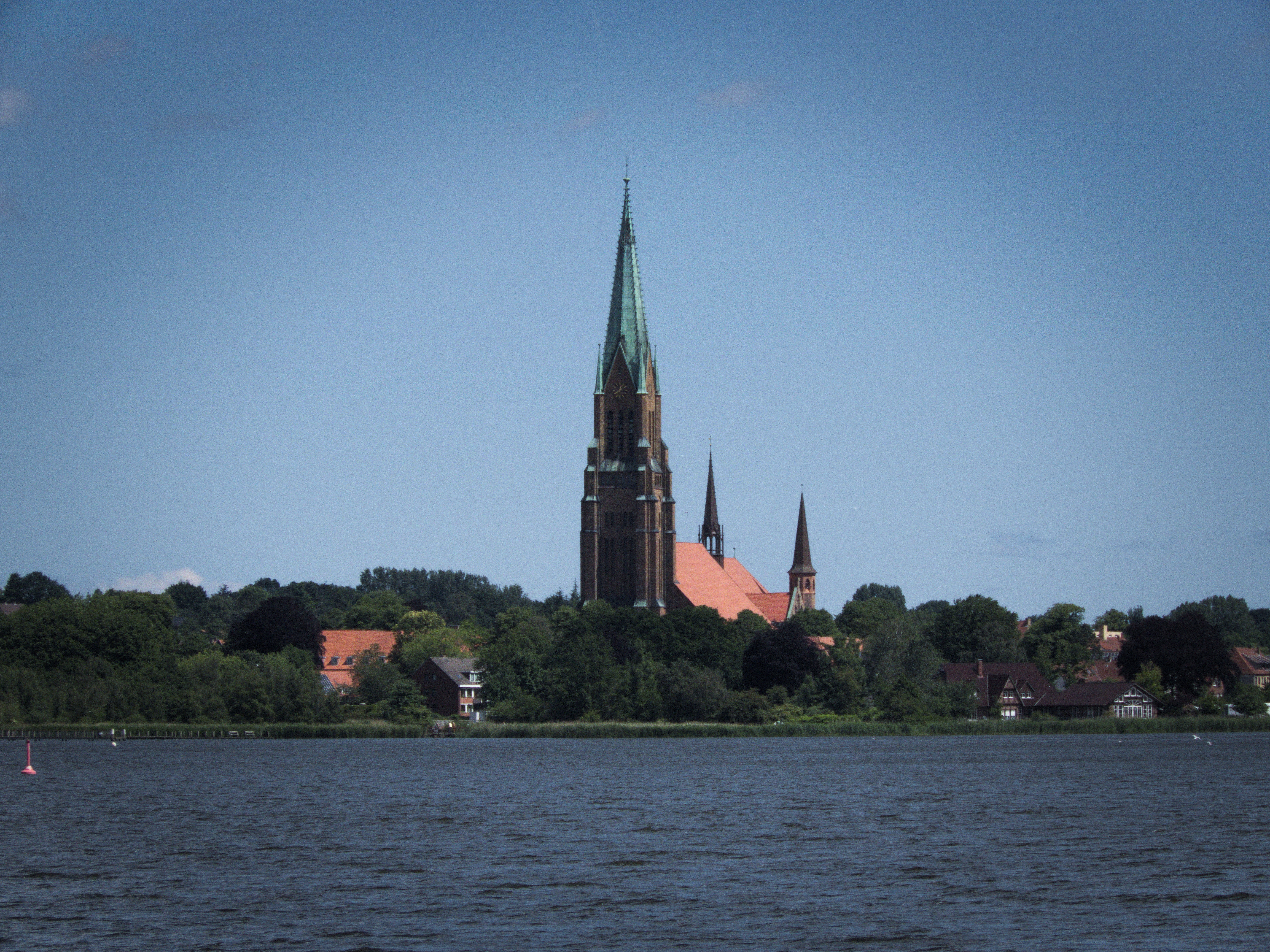
Die Kathedralkirche Schleswigs, der St.-Petri-Dom.

Das Domkapitel Schleswig (gelegentlich auch Domstift Schleswig genannt) bezeichnet eine Institution von Klerikern und Domherren, die bis zur Einführung der Reformation eine leitende Bedeutung für die Verwaltung des St.-Petri-Doms zu Schleswig und die Diözese Schleswig innehatten. Eine weitere Funktion dieses Verbandes bestand in dem regelmäßigen Abhalten von Gottesdiensten im Dom sowie in der verwaltungstechnischen Unterstützung des Bischofes. Zu den bedeutendsten Sonderrechten des Domkapitels zählte das Recht zur Bischofswahl.

## Geschichte
Aufgrund einer ungünstigen Quellenlage ist über die Einrichtung des Domkapitels nichts bekannt. Quellen sind erst ab dem 13. Jahrhundert verfügbar. Bereits in den ältesten verfügbaren Quellen zum Domkapitel, die aus dem 13. Jahrhundert stammen, wird besagtes Domkapitel als ein rechtliches Subjekt im öffentlichen Raum beschrieben. Es war wirtschaftlich unabhängig vom Bischof und darüber hinaus eine von diesem getrennte Institution, die somit in einigen Bereichen eine gewisse Selbstständigkeit genoss.
Im Jahr 1305 kam es zu einer Streitigkeit zwischen Bischof Berthold  und den Pröpsten, da letztere sich das Recht dazu, die Exkommunikation und das Interdikt zu verhängen, nicht nehmen lassen wollten. Letztlich konnte der Bischof seine Interessen jedoch nicht durchsetzen und bestätigte stattdessen diese Kompetenzen der Pröpste, sowie alle anderen Aufgaben und Rechte, die diesen zukamen (etwa Kirchenvisitationen und das Führen des geistlichen Gerichts im zugeordneten Bezirk).
Auch 1318 entstanden Streitigkeiten zwischen dem Schleswiger Bischof Johannes II. von Bokholt und dem Domkapitel darüber, wer die Entscheidungen über die Aufnahme in das Domkapitel treffen sollte. Es wurde entschieden, dass beidseitiges Einverständnis notwendig sei, um Personen in das Domkapitel einzugliedern – diese Entscheidung wurde in die Statuten des Jahres 1352 aufgenommen. Der Einfluss der Domherren auf die Aufnahmen ins Domkapitel wurde mehrmals eingeschränkt, etwa 1326 durch päpstliche Reformationen oder Provisionen, also das Einkaufen von Personen in die Stellung des Domherren durch den Papst. Die päpstlichen Provisionen richteten sich mitunter auch an den Interessen anderer aus, etwa der dänischen Könige Erik IV. und Christian I. Mitglied des Domkapitels zu sein, war eine durchaus attraktive Position, da diese Ämter mit nicht unwesentlichen Einkommen und Versorgung ausgestattet gewesen sein dürften. So ist es kein Wunder, dass es üblicherweise eine Vielzahl von Bewerbern auf solche Positionen gab. Seltener ist auch bezeugt, dass Mitglieder ihren Einfluss zugunsten von Verwandten ausspielten, um mit diesen freie Positionen zu besetzen (wie es 1497 für Boetius Honnens bezeugt ist).
Obschon es bis ins 16. Jahrhundert hinein immer wieder Auseinandersetzungen zwischen Bischof und Pröpsten um ihre Zuständigkeiten gab, so kann man in Schleswig nicht von ausufernden Machtkämpfen ausgehen, wie sie in manch anderen Bistümern im 12. und 13. Jahrhundert vorkamen. Grund dafür ist die Tatsache, dass die Funktionen des Archidiakons zu diesem Zeitpunkt in Schleswig schon festgeschrieben und geregelt waren, sodass hier kein Eingreifen in die Geschäfte des Bischofs mehr möglich war und weitere Konflikte infolge dessen ausblieben. Umgekehrt musste jedoch auch der Bischof mit Eid beschwören, dass er sich aus den Belangen der Pröpste heraushalten würde.
Darüber hinausgehende Konflikte zwischen Bischof und Pröpsten waren eher politischer Natur und hingen mit der Parteinahme des Kapitel für weltliche Herrscher zusammen, die den Rechten des Propstes ohnehin gefährlicher werden konnten als der Bischof. Insgesamt agierten in Schleswig Pröpste und Bischof also weniger konkurrierend und eher im gegenseitigen Einvernehmen.
Zwischen 1533 und 1541 hatte Herzog Christian von Schleswig das Recht erworben, monatsweise abwechselnd mit dem letzten katholischen Bischof Gottschalk von Ahlefeldt die vakanten Dompräbenden zu besetzen. Ab 1541 fiel diese Entscheidungen wieder alleine dem Domkapitel zu. Nach Einführung der Reformation 1542 hatte es Vorschlagsrecht und der Landesherr das Ernennungsrecht der Mitglieder.

## Religiöses und geistiges Leben

### Innere Organisation
Das gemeinschaftliche Zusammenleben wurde 1198 aufgegeben, stattdessen wurde das Domkapitel so umgeformt, dass es aus verschiedenen geistlichen Ämtern bestand. Insgesamt hatte das Domkapitel konstant 24 Kanonikerstellen bis 1500, die 1533 jedoch auf insgesamt 14 Mitglieder reduziert wurden. Diese Mitgliederanzahl wurde grundsätzlich nicht überschritten.
Bereits 1248 war das Domkapitel säkularisiert, ab 1319 ist belegt, dass die jeweiligen Kanoniker eigene Häuser besaßen, sodass hier also offensichtlich kein Zusammenleben der Mitglieder des Domkapitels im Sinne der vita canonica nach Augustin bestand.
Die Kapitelsversammlungen (ad capitulum ire) fanden jeden Freitagmorgen statt und wurden nur dann auf den nächsten Tag verschoben, wenn am Freitag ein kirchliches Fest stattfand. Teilnahmepflicht bestand für alle Kanoniker und Prälaten, sofern sie in der Stadt und nicht durch Krankheit verhindert waren. Vikare und andere Präbendaten der Domkirchen wurden nicht zur Versammlung zugelassen. Alle Teilnehmer der Kapitelsversammlung waren zur Verschwiegenheit nach außen eidlich verpflichtet. Den Vorsitz der Versammlungen hatte dabei der Dompropst inne. Außerdem sollte jeder der Kanoniker und Prälate einen seiner Kollegen zu seinem Prokurator, also seiner Vertretung im Falle von Abwesenheit wählen.
Im Falle von Abstimmungen wurden zwei Domherren damit beauftragt, die vor Ort befindlichen, aber durch Krankheit ausfallenden Kanoniker nach ihrer Meinung zu befragen, damit diese ihre Stimme abgeben konnten. Was in diesen Versammlungen aber genau besprochen und worüber abgestimmt wurde, ist genauso wenig bekannt wie die Art der Mehrheit, die benötigt wurde, um in einer Abstimmung einen Beschluss zu fassen. Sofern jedoch Dinge besprochen wurden, die nicht nur das Domkapitel, sondern die ganze Kirche betraf, wohnte der Bischof der Sitzung bzw. Abstimmung bei.
Zu den Generalversammlungen, die außerhalb der normalen Sitzungspläne stattfanden, hatten alle Domherren im Dänischen Reich zu erschienen. Solche Berufungen geschahen allerdings nur zu besonders wichtigen Gelegenheiten der Domkirche, etwa wenn ein neuer Bischof zu wählen war. Von diesen wiederum werden noch einmal Versammlungen unterschieden, die der Bischof einberief, um Angelegenheiten der Diözese zu erörtern.
Das Domkapitel präsentierte sich nach außen hin üblicherweise als einig und zusammenstehend, tatsächlich kam es gelegentlich aber durchaus zu Entzweiungen im Domkapitel. So gab es bei Uneinigkeiten mit dem Bischof auch Kapitelsmitglieder, die bei den Streitfragen auf der Seite des Bischofs standen. Auch ist überliefert, dass die Mitglieder des Domkapitels 1480 den Dompropst Enwaldus Sövenbroder für die Nichteinhaltung seiner Residenzpflicht beim Erzbischof in Lund anklagten. Dieses Ereignis blieb kein Einzelfall, sodass man nicht davon ausgehen kann, dass im Domkapitel zu allen Zeiten eine innere Einheit bestand.

### Pflichten der Domherren

#### Residenzpflicht
Die Hauptaufgabe des Domkapitels ist in der Unterstützung des Bischofs in geistlichen und verwaltenden Aufgaben der Diözese zu sehen. Zum Ausführen dieser Aufgabe war die Anwesenheit im Domkapitel (Residenz) erforderlich. Diese war auch die Grundlage für das Erfüllen aller weiteren Pflichten, wie das Halten von Gottesdiensten und die Teilnahme an Kapitelversammlungen. In den Statuten von 1352 wurde allerdings auf den Fall der Abwesenheit eines Domherren eingegangen: In diesem Fall solle er stellvertretend einen Vikar und im Domkapitel einen Prokurator von den Anwesenden bestimmen. Das Behandeln solcher Fälle in den Statuten deutet darauf hin, dass es sich dabei nicht um Ausnahmen handelte. Gründe dafür konnte es verschiedene geben: So konnten Domherren in und außerhalb von Schleswig gelegentlich für den Bischof stellvertretend bestimmte Aufgaben erfüllen (etwa als Kapellane Kanzleidienst leisten). Zahlreiche Belege gibt es auch dafür, dass Adelige Domherren in ihren Dienst nahmen, wodurch die Residenz im Domkapitel nicht möglich war. Oft geschah dies für Schreibtätigkeiten, beispielsweise wird 1424 der Domherr Marqardus Blottow als Kanzler Herzog Heinrichs genannt.
Die Statuten von 1352 hielten darüber hinaus fest, dass es zulässig sei, wenn ein Domherr aus dem Domkapitel fliehe, sofern er nicht gefahrlos residieren könne, weil er sich ohne Eigenschuld die Missbilligung eines Fürsten oder Prälaten zugezogen habe. Darüber hinaus ist davon auszugehen, dass viele Domherren aufgrund des Innehabens mehrerer Ämter nicht oder nur selten ihrer Residenzpflicht nachkommen konnten.
Es wurde dabei dazwischen unterschieden, ob ein Domherr sich aus freien Stücken an den Hof des Bischofs bzw. eines Fürsten begab, oder ob er zeitweise von diesen einberufen wurde. In ersterem Fall erhielten die nicht residierenden Domherren ihre Einnahmen nur aus den Präbenden, in letzterem Fall hingegen alle Einnahmen außer denen ihrer täglichen Distributionen. Grundsätzlich erhielt der abwesende Domherr seine Einnahmen weiterhin, sofern sein Fortbleiben mit dem Domkapitel abgesprochen wurde. Verließ er das Domkapitel unentschuldigt für mehr als 12 Wochen, so wurden ihm die Einnahmen aus den Pfründen versagt und er musste sie, sofern er welche erhalten hatte, zurückzahlen.

#### Officium Divinum
Nach den Statuten von 1352 hatte jeder Domherr nach festgelegter Reihenfolge eine Woche Chordienst. Darüber hinaus musste er den Gottesdiensten beiwohnen und Aufsicht über die Chorvikare führen. Einer dieser Chorvikare (ebdomarius) hatte die Messe zu lesen und zudem noch vorzubeten. Er erhielt Unterstützung von zwei weiteren Vikaren – einer davon las die Lektionen (versicularius), der andere sang die Responsorien. Auch diese Tätigkeiten wurden wöchentlich gewechselt. Darüber hinaus hatten die Domherren an gewissen Tagen dem Bischof bei Messen zu assistieren oder diese selbst abzuhalten. An den 34 Tagen im Jahr, in denen der Bischof Messe hielt, sollten alle Domherren anwesend sein und sich nicht von Vikaren vertreten lassen. An 18 dieser Tage sollten die Domherren darüber hinaus selbst eine Predigt halten. Jeder Domherr hatte allerdings einen gewählten Prokurator, durch den er sich vertreten lassen konnte – sei es wegen Krankheit oder weil er andere Pflichten zu erfüllen hatte.
Mit dem Chordienst verbunden war auch das Ausrichten der Anniversarien der Wohltäter des Domkapitels, ebenso wie Konsolatien und Dank- und Lobgottesdienste zu Ehren von Schutzherren oder Nothelfern des Domkapitels.
1469 gab Bischof Nicolaus von Schleswig den Bischöfen von Aarhus, Odense und Lübeck Anregung zu einem Beschluss, der die Geistlichen u. a. durch Beaufsichtigung dazu führen sollte, das officium divinum in angemessener Weise zu erfüllen. Nach Aussagen Pontoppidans gab es wohl Probleme bezüglich der Disziplin zur (würdevollen) Einhaltung des officium divinum, wobei die Lage in Schleswigs Domkapitel besonders zweifelhaft gewesen sein sollte, da es mit ein Impulsgeber für diese Entwicklung war.

#### Unterricht
Nach den Statuten von 1352 sollten all jene Kleriker, die Priester werden wollten, über zwei Jahre lang, den Chor der Domkirche besuchen, um dort über das sakrale Handeln im Gottesdienst ebenso wie über Theologie unterrichtet zu werden. In der Diözese gab es ansonsten keine Möglichkeit letzteres zu studieren, daher kamen gerade hier wohl die Akademiker in den Reihen des Domkapitels gelegen. Jenen, die an diesem Unterricht teilnahmen, wurde eine Wohnung gestellt, einigen auch ein Stipendium. Für ihren Lebensunterhalt mussten die Geistlichen jedoch selbst aufkommen bzw. waren auf Almosen angewiesen. Erstmals 1307 erwähnt wird auch eine Schule, die allgemeine Bildung vermittelte und die nicht nur von Geistlichen aufgesucht wurde bzw. von Anwärtern auf ein geistliches Amt. Die Verantwortung für diese Schule trugen die Domherren zunächst gemeinsam, später ging sie auf den iunior capituli über, als die Domherren sich zunehmend in ihrer Residenzpflicht von Vikaren vertreten ließen. Mit der Entstehung des Lektorats wurde diese Zuständigkeit 1461 an den Lektor weitergegeben. Ein Domherr (procurator scholarum) war darüber hinaus für die Finanzen der Schule zuständig. So wurden unter anderem Stipendien bezahlt, die einige der Schüler erhielten.

#### Armen- und Krankenpflege
Erste Zeugnisse dafür, dass das Domkapitel die Verantwortung für die Armen- und Krankenpflege trug, existieren von 1450. 1454 wird der Domherr Laurenz Lunt zudem in einer Urkunde als Vertreter der Armen im Armenhaus angeführt. Im registrum capituli wurden außerdem Einnahmen, die für die Armen vorgesehen waren, verzeichnet.

## Verfassung und Verwaltung
Die für Domkapitel üblichen geistlichen Ämter finden sich auch im Schleswiger Domkapitel. Der Dompropst stand in leitender Stellung des Domkapitels und hatte Konflikte zwischen Domherren zu klären. Der Archidiakon war Assistent und Vertreter des Bischofs, er führte das Domkapitel, verwaltete die Güter mittels Verträgen und vertrat das Domkapitel in Rechtsbelagen, während der Kantor den Gottesdienst organisierte und leitete. 1461 wurde zudem das Lektorenamt eingeführt, das durch Schenkungen immer weiter an Bedeutung gewann, sodass der Lektor 1539 schließlich eine repräsentative Funktion als Sprecher des Domkapitels innehatte. Der Thesaurarius verwaltete die Finanzen des Domkapitels, der Struktuarius trug die Verantwortung für den Bau und Unterhalt der Domkirche. Darüber hinaus kümmerten sich vier weitere Domherren als Pröpste um die geistliche Verwaltung von Kirchenbezirken.

### Aufnahme
Notwendig für die Aufnahme in das Domkapitel war die Weihe zum Subdiakon, alle übrigen Erfordernisse waren dem Statutenrecht vorbehalten, wenngleich den Statuten von 1352 Angaben fehlen, die in denen anderer Domkapitel vorkommen (Alter, eheliche Geburt, Herkunft, körperliche Merkmale). Eine akademische Bildung war erwünscht, aber nicht notwendig für die Aufnahme ins Domkapitel. Es war allerdings eine notwendige Praxis, beim Eintritt einen Chormantel zu schenken, wobei diese materiellen Schenkung später tendenziell durch monetäre Schenkungen in Höhe der Kosten eines Chormantels ersetzt wurden. Die Einführung ins Domkapitel geschah jeweils am Freitag nach Ostern und war mit dem Leisten eines Eides auf die Reliquien und das Evangelienbuch vor dem Bischof und dem Domkapitel verbunden. Es folgte dann eine Probezeit von zwölf Wochen. Wenn diese nicht bis zum Ende durchgeführt werden konnte, so musste der Anwärter im nächsten Jahr abermals am Freitag nach Ostern in das Domkapitel eingeführt werden. Jene, die in das Domkapitel eintraten und aus einem Auslandsstudium einberufen wurden, erhielten ihre Einführung in das Amt jedoch mit sofortiger Wirkung. Zudem war es mit Genehmigung des Domkapitels auch möglich, nach der Probezeit bei vollen Einnahmen aus den Besitzungen ins Studium zurückzukehren und dieses zu beenden. Für insgesamt 18 Domherren gibt es Angaben bezüglich ihrer akademischen Bildung, sodass es naheliegt, dass immerhin ein guter Teil der Domherren studierte Personen waren.
1481 trat der Beschluss in Kraft, dass das Schleswiger Domkapitel ein geschlossenes Domkapitel sei, es also nie mehr als 24 Kanoniker umfassen würde. Diese Zahl wurde durch Einwirken des Bischofs und weltlicher Kräfte mit der Zeit allerdings immer weiter reduziert: 1533 setzte sich das Domkapitel nur noch aus 14 Mitgliedern zusammen, davon noch 11 Kanoniker. Durch das Einkaufen von Personen in den Stand des Kanonikers wurden diese Limitierungen allerdings häufig gebrochen. Erstmals ist ein solches Eingreifen für das Jahr 1364 dokumentiert, später noch häufiger.

### Autonomie
Rechtlich gesehen war das Domkapitel nach den Statuten von 1352 autonom. Erkennbar ist dies etwa an dem Recht des Domkapitels, die drei Prälaten selbst zu wählen. An dieser Wahl beteiligt waren nur die vor Ort residierenden Kanoniker – wer abwesend war, wurde nicht zu diesem Wahl geladen. Es bestand auch die Möglichkeit, Kanoniker von ihrer Residenzpflicht freizusprechen, sodass derart entbundene Kanoniker nicht vor Ort beim Domkapitel verweilen mussten. Eingesetzt wurde dies insbesondere, um den Geistlichen das Handeln im Dienst bzw. am Hofe von König, Herzog oder Bischof zu ermöglichen, ebenso zu Studien- oder Reisezwecken. Anklagen gegen Domherren wurde an den Propst herangetragen, der für die Ahndung solcher Vergehen zuständig war. Der Bischof wurde in solchen Fällen nur dann eingeschaltet, sofern der Propst nicht dazu in der Lage war, Recht durchzusetzen. Für das jeweilige Versäumnis der Pflicht (etwa beim Chor- oder Gottesdienst) oder für andere Vergehen wurden spezifische Strafen festgesetzt: Angefangen mit kleineren Geldstrafen bis hin zum Zurückhalten der gesamten Einkünfte der Domherren, wenn sie ihren Anteil für die Bezahlung der Vikare nicht beisteuerten.
Das Domkapitel von Schleswig besaß Patronsrecht über die folgenden Kirchen und Klöster: B. Nicolai-Kirche (Schleswig), B. Virginis (Holm), St. Michaelis, B. Laurentii, ebenso wie über die Kirchen in Nübel, Tolk, Havetoft, Ulsnis, Hürup, Tyrstrup, Barwithsyssel, Haddeby, Kappeln, über den Altar des Heiligen Laurentius der Domkirche. Das Patronatsrecht wurde im liber quodlibeticus genannt und als "Lehnwar" bezeichnet bzw. die dazugehörigen Kirchen als "Lhene" und "Kerk-Lehen". Für diese Patronatskirchen wählten die Mitglieder die Kandidaten für freigewordene Stellen aus, die anschließend durch den Bischof eingesetzt wurden. Auch Veränderungen innerhalb der gottesdienstlichen Einrichtung wurden in Zusammenarbeit von Domkapitel und Bischof durchgeführt (z. B. die Lektur).
Mit fortschreitender Zeit bis zur Reformation wurde die Disziplin innerhalb des Domkapitels aber zunehmend geringer, wie einige Klageschriften andeuten. So wurde die innere Ordnung des Domkapitels immer weiter durch materielle Interessen geprägt, teilweise war das Domkapitel nicht einmal fähig dazu, eigene Mitglieder für Verstöße zur Rechenschaft zu ziehen.
Als Symbol einer autonomen Körperschaft ist auch das Siegel anzusehen, das das Domkapitel führte und nach bestehender Quellenlage erstmals 1252 erwähnt wird. Es zeigt eine Person, die mit einem Gewand und einer Bischofsmütze bekleidet ist und auf einem Bischofsstuhl sitzt. Die linke Hand ist aufs Herz gelegt, die rechte hält einen großen Schlüssel. Eingerahmt wird dieses Bild von dem Schriftzug secretum capli ecce sleswicns. Möglicherweise stellt die Abbildung Petrus mit dem Himmelsschlüssel dar, dem die Domkirche geweiht war.
1542 wurde durch eine neue Kirchenverordnung bestimmt, dass der König selbst über das Domkapitel und seine Mitglieder bei Gesetzesverstößen gegen die Gesetze des Königs Gericht führen solle, sodass das Domkapitel hier in seiner Autonomie beschnitten wurde. Autonom war das Kapitel hingegen in seiner Vermögensverwaltung – es durfte sämtliche Rechtsgeschäfte ausführen, um den eigene Reichtum zu mehren, aber natürlich auch Ausgaben tätigen und Schenkungen verrichten.

### Diözesanverwaltung
Die zentrale Funktion der Domkapitel bestand darin, dem Bischof bei der Verwaltung der jeweiligen Diözese zu unterstützen. Dies geschah in Form der Beratung (consilium): Bestimmte, wichtige Themen musste der Bischof mit dem Domkapitel innerhalb einer Versammlung besprechen, denn ohne deren Zustimmung (consensus), war er in einigen Angelegenheiten nicht fähig zu handeln. Solche erörterten Themen stellte beispielsweise das Ein- und Absetzen von kirchlichen Würdenträgern dar. Vor allem dann gab es im Schleswiger Domkapitel derartige Konferenzen, wenn um das Vermögen der Kathedrale oder das Kirchenvermögen (mensa episcopalis) ging (z. B. Verkäufe, Schenkungen tätigen oder annehmen).
Mehr als einmal kam es vor, dass der Bischof sich über die Beteiligung des Domkapitels bei finanziellen Fragen hinwegsetzen wollte, so etwa Bischof Hellembert (1331–1342), der mehrere Besitztümer der Kirche veräußerte, um seine privaten Finanzen aufzubessern. Dagegen klagte das Domkapitel bei Papst Benedikt XII., der Hellembert am 30. Juni 1339 dazu aufforderte, die Besitztümer wiederzubeschaffen.
Ab 1542 büßte das Domkapitel sein Konsensrecht in Verwaltungsfragen des Kirchenvermögens ein. Bei Veränderungen des Benefizialbestandes hingegen (z. B. bei der Reservation eines Kanonikats oder einer Präbende) war jedoch noch immer eine Rückversicherung des Bischofs mit dem Domkapitel notwendig. In dieser Hinsicht büßte es seinen Einfluss also nicht komplett ein, wenngleich sich dennoch zahlreiche weitere Belege dafür finden, dass es als Instanz bei Entscheidungsprozessen übergangen wurde.
Das Domkapitel repräsentierte im Falle der Vakanz außerdem die bischöfliche Gewalt innerhalb der Diözese, solange bis ein neuer Bischof eingesetzt war. Es war sowohl möglich, einen oder mehrere gewählte Vertreter einzusetzen (bevollmächtigte Vikare) als auch das Bischofsamt durch das Domkapitel als Ganzes zeitweise zu vertreten. Ohnehin wählte der Bischof seine Vertreter und Assistenten oftmals aus den Reihen des Domkapitels.
Seit 1198 war das Bistum Schleswig in Archidiakonatsbezirke unterteilt, 1300 ist die Diözese in insgesamt sieben Verwaltungsbezirke unterteilt (anders als in Deutschland praepositurae genannt). Die Pröpste hatten dabei dieselben Befugnisse wie der Archidiakon in ihren Bezirken.

### Bischofswahlrecht
Eines der herausragendsten Sonderrechte der Domkapitel bestand darin, den Bischof der jeweiligen Diözese zu wählen. Diese Entwicklung setzte sich im 13. Jahrhundert durch, ist für das Bistum Schleswig aufgrund mangelnder Quellen jedoch nicht rekonstruierbar.
Nach Bestattung bzw. Benachrichtigung des Domkapitels über den Tod des Bischofs trafen sich alle residierenden Prälaten, um einen Termin für die Wahl eines neuen Bischofs zu veranschlagen. Zu dieser Generalversammlung wurden alle stimmberechtigten Domherren innerhalb des Kirchenprovinz Lund geladen. Eingeleitet wurde die Wahl durch eine Messe, im Anschluss daran stellte man fest, wer von den Anwesenden wahlberechtigt war und einigte sich auf eine Wahlart, ehe zu der Wahl selbst übergegangen und idealerweise daran anschließend ein neuer Bischof ernannt wurde.
Seit Papst Johann XXII. (1316–1334) setzten sich die Päpste bei der Einsetzung eines neuen Bischofs vielfach über die Domkapitel und ihr Recht, diesen zu wählen, hinweg. Im 14. Jahrhundert während des avignonischen Papsttums nahm der Papst dabei von allen Bistümern des Dänischen Königreiches besonders oft in Schleswig Einfluss. So ernannte Papst Johann 1331 Hellembert aus Bremen zum neuen Bischof. Das Schleswiger Domkapitel gab seine Einflussnahme allerdings nicht auf und wählte nach dem Tod des Bischofs Warendorp 1350/1351 einen Bischof aus der Mitte des Domkapitels, den Domherrn Nicolaus Brunonis. In Lund ließ sich dieser so zügig wie möglich zum Bischof weihen, was selbst der Papst nicht rückgängig machen konnte. Von päpstlicher Seite war bereits der Bischof von Sarepta, Theoderich, zum neuen Bischof von Schleswig ernannt worden. Der Streit um dieses Amt wurde erst 1354 durch Papst Innocenz VI. beendet, der Brunonis' Bischofswahl zwar als ungültig erklärte, ihn aber für einen hohen Preis mittels Provision selbst in das Amt einführte. Auch im Folgenden gab es Streitigkeiten dieser Art um das Bischofsamt, bei denen das Domkapitel sein traditionelles Wahlrecht zwar durchzusetzen versuchte, damit üblicherweise aber erfolglos blieb.
Ab 1494 sollte das Domkapitel nur noch den Kandidaten in das Bischofsamt wählen, der von König und Herzog dazu nominiert wurde. So verlor das Domkapitel im Laufe der Zeit seine Eigenständigkeit und seine Privilegien in der Wahl des Bischofs und wurde lediglich zu einer Institution, die unter dem König arbeitete und seine Wahlen abnickte.

## Vermögensverwaltung und Grundbesitz
Der Grundbesitz, der durch Käufe und erhaltene Schenkungen mit der Zeit wuchs, war die Grundlage des Vermögens. Da sich so und über lohnende finanzielle Anlagen große Geldbeträge im Domkapitel ansammelten, ersuchten nicht selten auch Adelige wie Herzog Adolf VIII. und König Christian I. das Domkapitel um finanzielle Hilfe und brachten sich auf diese Weise in eine gewisse Abhängigkeit von den Geistlichen.
Die Besitzungen des Domkapitels waren in insgesamt zehn Vogteien aufgeteilt und entsprachen vor der Reformation knapp 380–400 Hufen. Zudem musste das Domkapitel keine Abgaben an König oder Herzog leisten – weder Dienste noch finanzielle Abgabe wie Steuern. Selbst konnte es solche Dienste und Abgaben allerdings sehr wohl einfordern. Durch die Jurisdiktion über die Personen, die zum Grundbesitz des Domkapitels gehörten, konnte das Domkapitel somit auch wesentliche Einnahmen verbuchen. Zudem führte es Gericht über alle Personen, die zu seinem Grundbesitz gehörten – dies hatte Herzog Erich von Schleswig dem Domkapitel 1261 zugesprochen. 1326 erhielt das Domkapitel sogar das Recht, Gericht über schwere Vergehen zu führen (Tötungsdelikte etwa), ehe Herzog Gerhard 1399 bestimmte, dass Personen, die dem Domkapitel nicht angehörten, künftig über Rechtsfragen der Menschen auf den Grundstücken des Domkapitels entscheiden sollten und dem Domkapitel ihr Gerichtsrecht über Angehörige ihrer Besitztümer somit effektiv nahm.
Durch umfangreiche Schenkungen und andere Einnahmen war das Kapitel neben den Fürsten einer der wohlhabendsten Großgrundbesitzer des Landes. Da von den Besitzungen des Domkapitels keine Abgaben und Steuern gezahlt mussten und die Fürsten so in ihren Einnahmen beschränkt wurden, verbot Graf Gerhard VI. 1390, dass Immobilien an das Domkapitel geschenkt werden durften (kaufen durfte das Domkapitel sie allerdings weiterhin).
Mit Einführung der Reformation 1542 wurden die Rechte des Domkapitels durch die neue Kirchenverordnung auch im Bezug auf ihre Vermögensverwaltung beschnitten: Die finanzielle Verwaltung für sich selbst oblag zwar noch immer dem Domkapitel, aber über Überschüsse konnten ohne königliche Genehmigung nicht verfügt werden. Die Gehälter (des Schreibers zum Beispiel) sollten künftig zudem direkt aus den Einnahmen bestritten werden. Am Güterbestand konnte das Domkapitel selbstständig ebenfalls nichts mehr ändern, seine Besitzungen behielt es allerdings weitestgehend.